# 本堂茂親
本堂茂親（ほんどう しげちか，天正13年（1585年）——正保2年5月2日（1645年7月3日））是安土桃山時代到江戶時代初期的武将、旗本。常陸国志筑初代領主。官至伊勢守。子本堂榮親、本堂親澄和本堂保親。

## 經歷
天正13年（1585年），作為出羽仙北郡本堂城主本堂忠親的嫡男出生。父親忠親于天正18年（1590年）的小田原征伐中早早便前往了小田原並在陣中參見了豐臣秀吉因而獲得了8983余石的所領安堵。之後繼承家督。
慶長5年（1600年）的關原之戰中成為了德川家康方的与力。與父親忠親一同守備本堂城，在最上義光的指揮下進入上杉景勝的隣国小野寺氏下的領地為討伐一揆而活躍。戰後成為旗本，翌慶長6年（1601年）1月于伏見城參勤交代後，同年6月與被減封至出羽国的佐竹氏交換領地，因而獲得了常陸国新治郡志筑8500石。
之後慶長9年（1604年）擔任江戶城堀普請之一，慶長14年（1609年）又於笠間城參勤交代。慶長19年（1614年）的大阪冬之陣跟隨德川方從軍，在翌年慶長10年（1615年）的大阪夏之陣中留守二条城。之後先後任伏見城御番、駿河国久野城御番、陸奥国岩城城勤番、大坂城御番、甲斐国谷村城・甲府城勤番。
寬永21年（1645年）4月，在前往甲府城勤番的途中落馬，並於同年5月2日死去。享年61歲。墓所位於茨城縣霞浦市長興寺。法名良英。